# 양자 오류 정정
양자 오류 정정(영어: Quantum error correction, QEC)은 양자 계산에서 결어긋남이나 기타 양자 잡음으로 발생한 오류로부터 원래의 양자 정보를 복원하기 위해 사용된다. 양자 오류 정정은 저장된 양자 정보, 잘못된 양자 게이트, 잘못된 양자 준비 및 잘못된 측정에 대한 잡음의 영향을 줄일 수 있는 내결함성 양자 계산을 달성하는 데 필수적인 것으로 이론화되었다. 이는 더 큰 회로 복잡성을 가진 알고리듬을 수행 할 수 있게 해준다.
고전적인 오류 정정은 여유도를 사용한다. 비효율적이지만 가장 간단한 접근 방식은 반복 부호이다. 아이디어는 정보를 여러 번 저장하고 나중에 이 사본이 일치하지 않는 것으로 밝혀지면 다수결을 실시하는 것이다. 예를 들어 하나의 상태에서 비트를 세 번 복사한다고 가정해 보겠다. 또한 잡음이 있는 오류로 인해 3비트 상태가 손상되어 복사된 비트 중 하나는 0이고 나머지 두 비트는 1과 같다고 가정해 보겠다. 시끄러운 오류가 독립적이고 충분히 낮은 확률 p로 발생한다고 가정하면 오류는 단일 비트 오류이고 전송된 메시지는 3개일 가능성이 높다. 이중 비트 오류가 발생하고 전송된 메시지가 영 3개가 될 가능성이 있지만 이 결과는 위의 결과보다 가능성이 낮다. 이 예에서는 논리 정보는 1개의 상태에서 1비트이고, 물리 정보는 복사된 3개의 비트이며, 물리 상태에서 어떤 논리 상태가 인코딩되는지 판별하는 것을 디코딩이라고 한다. 기존 오류 정정과 유사하게 양자 오류 정정 부호는 논리적 큐비트를 항상 올바르게 디코딩하지는 않지만 이를 사용하면 잡음 효과가 줄어든다.
복제 불가능성 정리로 인해 양자 정보 복사는 불가능하다. 이 정리는 양자 오류 정정 이론을 공식화하는 데 방해되는 것으로 보인다. 그러나 하나의 큐비트의 (논리적) 정보를 여러 (물리적) 큐비트의 고도로 얽힌 상태로 확산시키는 것은 가능하다. 피터 쇼어는 1큐비트의 정보를 고도로 얽힌 9큐비트 상태에 저장하여 양자 오류 정정 부호를 공식화하는 이 방법을 처음 발견했다.
고전적인 오류 정정 부호는 징후 측정을 사용하여 어떤 오류가 인코딩된 상태를 손상시키는지 진단한다. 그런 다음 징후을 기반으로 정정 작업을 적용하여 오류를 되돌릴 수 있다. 양자 오류 정정에는 징후 측정도 사용된다. 인코딩된 상태의 양자 정보를 방해하지 않고 오류에 대한 정보를 검색하는 다중 큐비트 측정을 수행한다. 사용된 양자 오류 정정 부호에 따라 징후 측정을 통해 오류의 발생, 위치 및 유형을 결정할 수 있다. 대부분의 양자 오류 정정 부호에서 오류 유형은 비트 뒤집기, 부호(페이즈) 뒤집기 또는 둘 다(파울리 행렬 X, Z 및 Y에 해당)이다. 징후의 측정은 양자 측정의 사영 효과를 가지므로 잡음으로 인한 오차가 임의적이라 할지라도 오차 기저(파울리 행렬로 주어지는)라는 기저 연산의 조합으로 표현될 수 있다. 항등원 ). 오류를 정정하려면 오류 유형에 해당하는 파울리 연산자를 손상된 큐비트에 사용하여 오류 효과를 되돌린다.
징후 측정은 발생한 오류에 대한 정보를 제공하지만 논리 큐비트에 저장된 정보에 대한 정보는 제공하지 않다. 그렇지 않으면 측정으로 인해 이 논리 큐비트와 양자 컴퓨터의 다른 큐비트의 양자 중첩이 파괴되어 이를 방지할 수 있다. 양자 정보를 전달하는 데 사용되지 않는다.

## 비트 뒤집기 부호
클래식 비트는 측정하고 복사하기 쉽기 때문에 반복 부호는 클래식 채널에서 작동한다. 이 접근 방식은 복제 불가능성 정리로 인해 단일 큐비트를 세 번 복사 할 수 없는 양자 채널에서는 작동하지 않는다. 이를 극복하기 위해서는 1985년 에셔 페레스가 처음 제안한 3큐비트 비트 뒤집기 부호와 같은 다른 방법을 사용해야 한다. 이 기술은 얽힘 및 징후 측정을 사용하며 성능면에서 반복 부호와 비슷하다.

비트 뒤집기 부호의 양자 회로

단일 큐비트의 양자 상태 {\displaystyle \vert \psi \rangle }를 잡음이 있는 양자 채널 {\displaystyle {\mathcal {E}}}를 통해 전송하는 상황을 고려하자. 이 채널을 확률 {\displaystyle p}로 큐비트의 상태를 뒤집는다고 가정하자. 그러면 일반적인 입력 {\displaystyle \rho }에 대한 채널 {\displaystyle {\mathcal {E}}}의 작용은{\displaystyle {\mathcal {E}}(\rho )=(1-p)\rho +p\ X\rho X}로 쓸 수 있다.
전송될 양자 상태를 {\displaystyle |\psi \rangle =\alpha _{0}|0\rangle +\alpha _{1}|1\rangle }라 하자. 오류 정정 규약이 없으면 전송된 상태가 확률 {\displaystyle 1-p}로 올바르게 전송된다. 그러나 해당 논리 큐비트의 오류를 감지하고 정정할 수 있는 방식으로 상태를 더 많은 수의 큐비트로 인코딩하여 이 확률을 향상시킬 수 있다. 간단한 3큐비트 반복 부호의 경우 인코딩은 사상{\displaystyle \vert 0\rangle \rightarrow \vert 0_{\rm {L}}\rangle \equiv \vert 000\rangle }과 {\displaystyle \vert 1\rangle \rightarrow \vert 1_{\rm {L}}\rangle \equiv \vert 111\rangle }으로 구성된다.  입력 상태 {\displaystyle \vert \psi \rangle }는 상태{\displaystyle \vert \psi '\rangle =\alpha _{0}\vert 000\rangle +\alpha _{1}\vert 111\rangle }로 인코딩된다. 이 사상은 예를 들어 두 개의 CNOT 게이트를 사용하여 구현될 수 있으며, 상태 {\displaystyle \vert 0\rangle }에서 초기화된 두 개의 보조 큐비트로 시스템을 얽히게 한다. 인코딩된 상태 {\displaystyle \vert \psi '\rangle }는 이제 잡음 채널을 통과한다.
이 채널은 {\displaystyle \vert \psi '\rangle }의 큐비트의 부분 집합(공집합일 수도 있음)을 뒤집는 것으로 작용한다. 큐비트가 하나도 뒤집히지 않을 확률은 {\displaystyle (1-p)^{3}}, 큐비트 하나만 뒤집힐 확률은 {\displaystyle 3p(1-p)^{2}}, 두 개의 큐비트가 뒤집힐 확률은{\displaystyle 3p^{2}(1-p)}다. 세 개의 큐비트가 뒤집힐 확률은 {\displaystyle p^{3}}다. 여기서는 채널 {\displaystyle {\mathcal {E}}}가 현재 상태가 인코딩된 3개의 큐비트 각각에 동일하고 독립적으로 작용한다는 추가 가정이 이루어졌다. 이제 문제는 전송된 상태를 손상시키지 않으면서 이러한 오류를 감지하고 정정하는 방법이다.

3큐비트 비트 뒤집기 부호를 통해 오류 정정이 있는(빨간색) 것과 없는(파란색) 출력 최소 충실도의 비교. 인 경우, 오류 정정 방식이 어떻게 충실도를 향상시키는지 주목하라.

단순화를 위해 다음과 같이 가정하자. 단일 큐비트 이상이 뒤집힐 확률 {\displaystyle p}는 무시할 수 있을 만큼 작다. 그런 다음 큐비트 중 하나가 다른 큐비트와 다른지 여부를 묻는 방식으로 전송되는 값을 조회하지 않고도 큐비트가 뒤집혔는지 여부를 감지할 수 있다. 이는 다음 네 가지 사영 측정에 해당하는 네 가지 다른 결과로 측정을 수행하는 것과 같다.{\displaystyle {\begin{aligned}P_{0}&=|000\rangle \langle 000|+|111\rangle \langle 111|,\\P_{1}&=|100\rangle \langle 100|+|011\rangle \langle 011|,\\P_{2}&=|010\rangle \langle 010|+|101\rangle \langle 101|,\\P_{3}&=|001\rangle \langle 001|+|110\rangle \langle 110|.\end{aligned}}}이는 큐비트 자체의 상태에 대한 정보를 제공하지 않고도 어떤 큐비트가 다른 큐비트와 다른지 보여준다. {\displaystyle P_{0}}에 해당하는 결과가 얻어지면 정정이 적용되지 않지만 결과 {\displaystyle P_{i}}에 해당하는 경우가 관찰되면  {\displaystyle i} -번째 큐비트에 파울리 X 게이트가 적용된다. 공식적으로 이 정정 절차는 채널 출력에 다음 사상을 적용하는 것과 같다.{\displaystyle {\mathcal {E}}_{\operatorname {corr} }(\rho )=P_{0}\rho P_{0}+\sum _{i=1}^{3}X_{i}P_{i}\rho \,P_{i}X_{i}}이 절차는 채널에서 뒤집기가 0개 또는 1개 일 때 출력을 완벽하게 정정하지만, 둘 이상의 큐비트가 반전되면 출력이 제대로 정정되지 않는다. 예를 들어 첫 번째와 두 번째 큐비트가 뒤집히면 징후 측정이 결과 {\displaystyle P_{3}}를 제공하고 처음 두 큐비트 대신 세 번째 큐비트가 뒤집힌다. 일반적인 입력에 대한 이 오류 정정 방식의 성능을 평가하기 위해 입력 {\displaystyle \vert \psi '\rangle }과 출력 {\displaystyle \rho _{\operatorname {out} }\equiv {\mathcal {E}}_{\operatorname {corr} }({\mathcal {E}}(\vert \psi '\rangle \langle \psi '\vert ))} 사이에 충실도 {\displaystyle F(\psi ')}를 연구할 수 있다.  출력 상태 {\displaystyle \rho _{\operatorname {out} }}가 됨은 하나 이하의 큐비트가 뒤집히면 정확하다. 이는 확률 {\displaystyle (1-p)^{3}+3p(1-p)^{2}}로 발생한다.  그것을 다음과 같이 쓸 수 있다 {\displaystyle [(1-p)^{3}+3p(1-p)^{2}]\,\vert \psi '\rangle \langle \psi '\vert +(...)} 여기서 {\displaystyle ...}은 규약에 의해 제대로 정정되지 않은 오류로 인해 발생한 {\displaystyle \rho _{\operatorname {out} }}의 성분들을 나타낸다.  그것은 다음과 같다 {\displaystyle F(\psi ')=\langle \psi '\vert \rho _{\operatorname {out} }\vert \psi '\rangle \geq (1-p)^{3}+3p(1-p)^{2}=1-3p^{2}+2p^{3}.}이 충실도는 이전에 표시된 오류 정정 규약을 사용하지 않았을 때 얻은 해당 충실도 {\displaystyle {1-p}}와 비교된다. 그러면 약간의 대수학을 통해 오류 정정 후 충실도는 {\displaystyle p<1/2}가 없는 충실도보다 더 크다는 것을 알 수 있다. 이는 규약을 도출하는 동안 만들어진  {\displaystyle p}가 충분히 작다는 작업 가정과 일치한다.

## 부호 뒤집기  서명

위상 뒤집기 부호의 양자 회로

고전 컴퓨터에서 뒤집힌 비트가 유일한 오류이지만, 양자 컴퓨터에서 오류가 발생할 수 있는 또 다른 가능성이 있는데, 바로 부호(페이즈) 뒤집기이다. 채널 안에서 전송 되는 도중에 {\displaystyle |0\rangle }과 {\displaystyle |1\rangle } 사이의 상대적 부호가 반전 될 수 있다. 예를 들어 {\displaystyle |-\rangle =(|0\rangle -|1\rangle )/{\sqrt {2}}} 상태인 큐비트는 {\displaystyle |+\rangle =(|0\rangle +|1\rangle )/{\sqrt {2}}}로 페이즈 반전 될 수 있다.
큐비트의 원래 상태{\displaystyle |\psi \rangle =\alpha _{0}|0\rangle +\alpha _{1}|1\rangle }상태{\displaystyle |\psi '\rangle =\alpha _{0}|{+}{+}{+}\rangle +\alpha _{1}|{-}{-}{-}\rangle .}로 변경된다. 하다마드 기저에서는 비트 뒤집기가 페이즈 뒤집기가 되고 페이즈 뒤집기가 비트 뒤집기가 된다. {\displaystyle E_{\text{phase}}}를 최대 1개의 페이즈 반전을 일으킬 수 있는 양자 채널이라 하자. 그러면 위의 비트 뒤집기 부호는  {\displaystyle E_{\text{phase}}}를 통한 전송 전후에 하다마드 기저로 변환하여 {\displaystyle |\psi \rangle }를 복구할 수 있다.

## 쇼어 정정 부호
오류 채널은 비트 뒤집기, 부호 뒤집기(즉, 페이즈 뒤집기) 또는 둘 다를 유발할 수 있다. 양자 오류 정정 부호를 사용하여 하나의 큐비트에서 두 가지 유형의 오류를 모두 정정할 수 있으며, 이는 1995년에 게시된 쇼어 정정 부호를 사용하여 수행할 수 있다 : 10  이는 쇼어 정정 부호가 임의의 단일 큐비트 오류를 정정한다고 말하는 것과 같다.

쇼어 부호로 단일 논리 큐비트를 인코딩한 다음 세 블록 각각에서 비트 뒤집기 오류 정정을 수행하는 양자 회로.

{\displaystyle E}를 단일 큐비트를 임의로 손상시킬 수 있는 양자 채널이라 하자. 첫 번째, 4번째, 7번째 큐비트는 페이즈 뒤집기 부호용이고, 큐비트의 세 묶음(1,2,3), (4,5,6), (7,8,9)은 비트 뒤집기 부호용으로 설계되었다. 쇼어 정정 부호를 사용하면 큐비트 상태 {\displaystyle |\psi \rangle =\alpha _{0}|0\rangle +\alpha _{1}|1\rangle }가 는 9큐비트의 곱 {\displaystyle |\psi '\rangle =\alpha _{0}|0_{S}\rangle +\alpha _{1}|1_{S}\rangle }으로 변환된다. 여기서{\displaystyle |0_{\rm {S}}\rangle ={\frac {1}{2{\sqrt {2}}}}(|000\rangle +|111\rangle )\otimes (|000\rangle +|111\rangle )\otimes (|000\rangle +|111\rangle )}{\displaystyle |1_{\rm {S}}\rangle ={\frac {1}{2{\sqrt {2}}}}(|000\rangle -|111\rangle )\otimes (|000\rangle -|111\rangle )\otimes (|000\rangle -|111\rangle )}큐비트에 비트 뒤집기 오류가 발생하면 큐비트 (1,2,3), (4,5,6), (7,8,9)의 각 블록에 대해 징후 분석이 수행되어 각 블록에서 최대 1비트 뒤집기 오류가 발생한다.
3비트 뒤집기 묶음 (1,2,3), (4,5,6), (7,8,9)을 3개의 입력으로 보면 쇼어 정정 부호 회로는 페이즈 뒤집기 부호로 축소될 수 있다. 이는 쇼어 정정 부호가 단일 큐비트에 대한 페이즈 뒤집기 오류를 복구할 수도 있음을 의미한다.
쇼어 정정 부호는 단일 큐비트에 대한 임의 오류(비트 반전 및 페이즈 반전 모두)를 정정할 수도 있다. 오류가 큐비트 {\displaystyle |\psi \rangle }에 작용하는 유니터리 변환 {\displaystyle U}에 의해 모델링되는 경우,  {\displaystyle U}는 {\displaystyle U=c_{0}I+c_{1}X+c_{2}Y+c_{3}Z}형태로 설명할 수 있다. 여기서 {\displaystyle c_{0}}, {\displaystyle c_{1}}, {\displaystyle c_{2}}, 그리고 {\displaystyle c_{3}} 는 복소수 상수이고 I는 항등행렬이며 파울리 행렬은 다음과 같이 제공된다.{\displaystyle {\begin{aligned}X&={\begin{pmatrix}0&1\\1&0\end{pmatrix}};\\Y&={\begin{pmatrix}0&-i\\i&0\end{pmatrix}};\\Z&={\begin{pmatrix}1&0\\0&-1\end{pmatrix}}.\end{aligned}}}U가 I와 같으면 오류가 발생하지 않는다. 만약에 {\displaystyle U=X}면 비트 뒤집기 오류가 발생한다. 만약에 {\displaystyle U=Z}면 페이즈 뒤집기 오류가 발생한다. 만약에 {\displaystyle U=iY}면 비트 뒤집기 오류와 페이즈 뒤집기 오류가 모두 발생한다. 즉, 쇼어 정정 부호는 단일 큐비트의 비트 또는 페이즈 오류 조합을 정정할 수 있다.

## 보손 정정 부호
보손 모드에서 오류 정정 가능한 양자 정보를 저장하기 위한 몇 가지 제안이 이루어졌다. 2레벨 시스템과 달리 양자 조화 진동자는 단일 물리적 시스템에서 무한히 많은 에너지 레벨을 갖는다. 이러한 시스템의 부호에는 cat, Gottesman-Kitaev-Preskill(GKP), 및 이항 부호가 포함된다. 이러한 정정 부호가 제공하는 한 가지 통찰력은 많은 2레벨 큐비트를 복제하는 대신 단일 시스템 내의 중복성을 활용하는 것이다.
포크 기저로 작성된 가장 간단한 이항 인코딩은 다음과 같다.{\displaystyle |0_{\rm {L}}\rangle ={\frac {|0\rangle +|4\rangle }{\sqrt {2}}},\quad |1_{\rm {L}}\rangle =|2\rangle ,}여기서 아래 첨자 L은 "논리적으로 인코딩된" 상태를 나타낸다. 그러면 시스템의 주요 오류 메커니즘이 보손 내림 연산자 {\displaystyle {\hat {a}}}의 확률적 적용인 경우  해당 오류 상태는 각각 {\displaystyle |3\rangle } 그리고 {\displaystyle |1\rangle }과 같다.  부호단어에는 짝수 광자 번호만 포함되고 오류 상태에는 홀수 광자 번호만 포함되므로 시스템의 광자 번호 패리티를 측정하여 오류를 감지할 수 있다. 홀수 패리티를 측정하면 큐비트의 특정 논리 상태에 대한 지식 없이도 적절한 단일 연산을 적용하여 정정할 수 있다. 그러나 위의 특정 이항 부호는 2광자 손실에 강력하지 않다.
결맞은 상태의 중첩인 슈뢰딩거 고양이 상태는 오류 정정 부호의 논리적 상태로도 사용될 수 있다. Ofek 등이 구현한 Cat 부호에서 2016년에 두 가지 논리적 상태 {\displaystyle \{|0_{L}^{+}\rangle ,|1_{L}^{+}\rangle \}} 그리고 {\displaystyle \{|0_{L}^{-}\rangle ,|1_{L}^{-}\rangle \}}이 정의되었다. 여기서 각 상태는 다음과 같이 결맞는 상태의 중첩이다.{\displaystyle {\begin{aligned}|0_{L}^{+}\rangle &\equiv |\alpha \rangle +|-\alpha \rangle ,\\|1_{L}^{+}\rangle &\equiv |i\alpha \rangle +|-i\alpha \rangle ,\\|0_{L}^{-}\rangle &\equiv |\alpha \rangle -|-\alpha \rangle ,\\|1_{L}^{-}\rangle &\equiv |i\alpha \rangle -|-i\alpha \rangle .\end{aligned}}}이 두 세트의 상태는 다음과 같이 표시된 상태와 같이 광자 수 패리티와 다르다. {\displaystyle ^{+}} 짝수 광자 수 상태만 점유하고 다음과 같은 상태를 갖는다. {\displaystyle ^{-}} 홀수 패리티가 있음을 나타낸다. 이항 부호와 유사하게 시스템의 지배적인 오류 메커니즘이 보존 저하 연산자의 확률론적 적용인 경우 {\displaystyle {\hat {a}}}, 오류는 짝수 패리티 부분 공간에서 홀수 패리티 부분 공간으로, 또는 그 반대로 논리 상태를 취한다. 따라서 단일 광자 손실 오류는 광자 수 패리티 연산자를 측정하여 감지할 수 있다. {\displaystyle \exp(i\pi {\hat {a}}^{\dagger }{\hat {a}})} 분산 결합 보조 큐비트를 사용한다.
그럼에도 불구하고 고양이 큐비트는 2광자 손실로부터 보호되지 않다. {\displaystyle {\hat {a}}^{2}}, 디페이징 잡음 {\displaystyle {\hat {a}}^{\dagger }{\hat {a}}}, 광자 이득 오류 {\displaystyle {\hat {a}}^{\dagger }}, 등.

## 일반 부호
일반적으로 양자채널 {\displaystyle {\mathcal {E}}}에 대한 양자부호는 부분공간 {\displaystyle {\mathcal {C}}\subseteq {\mathcal {H}}}이다. 여기서 {\displaystyle {\mathcal {H}}}는 {\displaystyle ({\mathcal {R}}\circ {\mathcal {E}})(\rho )=\rho \quad \forall \rho =P_{\mathcal {C}}\rho P_{\mathcal {C}}}다른 양자 채널 {\displaystyle {\mathcal {R}}}이 존재하는 상태 힐베르트 공간이다. 여기서 {\displaystyle P_{\mathcal {C}}}는 {\displaystyle {\mathcal {C}}} 위로의 직교 사영이다. 여기 {\displaystyle {\mathcal {R}}}은 정정 연산으로 알려져 있다.
비퇴화 부호는 정정 가능한 오류 집합의 서로 다른 요소가 부호 요소에 적용될 때 선형적으로 독립적인 결과를 생성하는 부호이다. 정정 가능한 오류 집합이 서로 직교하는 결과를 생성하는 경우 해당 부호는 순수한 것으로 여겨진다.

## 모델
시간이 지나면서 연구자들은 다음과 같은 몇 가지 부호를 생각해 냈다.
- 쇼어 정정 부호라고도 알려진 피터 쇼어의 9큐비트 부호는 9개의 물리적 큐비트에 1개의 논리적 큐비트를 인코딩하고 단일 큐비트에서 임의의 오류를 정정할 수 있다.
- 앤드류 스테인은 9큐비트 대신 7큐비트로 동일한 작업을 수행하는 정정 부호를 찾았다. 스테인 부호 참조.
- 레몽 라플람과 공동 작업자는 동일한 기능을 수행하는 5큐비트 부호 클래스를 발견했으며 이 부호에는 내결함성 속성도 있다. 5큐비트 부호는 단일 큐비트 오류로부터 단일 논리 큐비트를 보호하는 가장 작은 정정 부호이다.
- 고전적인 [7, 4] 해밍 부호에서 7큐비트 부호를 개발하기 위해 스테인이 사용한 기술의 일반화는 발명자의 이름을 딴 CSS 부호라는 중요한 부호 클래스의 구성으로 이어졌다. 로버트 칼더뱅크, 피터 쇼어와 앤드류 스테인. 양자 해밍 경계에 따르면 단일 논리 큐비트를 인코딩하고 단일 큐비트에서 임의 오류 정정을 제공하려면 최소 5개의 물리적 큐비트가 필요하다.
- 보다 일반적인 부호 클래스(전자를 포함)는 다니엘 고테스만, 로버트 칼더뱅크, 에릭 레인스, 피터 쇼어 및 닐 슬로언이 발견한 안정자 부호이다. 이를 추가 부호 라고도 한다.
- 2차원 베이컨-쇼어 부호는 정수 m 과 n으로 매개변수화된 정정 부호 계열이다. 정사각형 격자에 배열된 nm 큐비트가 있다.[15]
- 새로운 아이디어는 알렉세이 키타예프의 위상 양자 정정 부호와 위상 양자 컴퓨터의 보다 일반적인 아이디어이다.
- Todd Brun, Igor Devetak 및 Min-Hsiu Hsieh 도 송신자와 수신자 간에 공유되는 양자 얽힘을 통합하는 표준 안정자 형식화의 확장으로 얽힘 지원 안정자 형식화을 구성했다.

이러한 정정 부호가 실제로 임의 길이의 양자 계산을 허용한다는 것은 Michael Ben-Or와 Dorit Aharonov가 발견한 양자 임계값 정리의 내용이다. 이는 CSS 부호와 같은 양자 부호를 연결하면 모든 오류를 정정할 수 있다고 주장한다. 즉, 개별 양자 게이트의 오류율이 특정 임계값 미만인 경우 로그적으로 많은 수준에서 동일한 부호로 각 논리 큐비트를 다시 인코딩하는 등의 작업이 수행된다. 그렇지 않으면 징후을 측정하고 오류를 정정하려는 시도로 인해 정정한 오류보다 더 많은 새로운 오류가 발생하게 된다.
2004년 말 기준으로 이 임계값에 대한 추정치는 사용 가능한 큐비트가 충분히 많다면 1~3%까지 높을 수 있음을 나타낸다.

## 실험
CSS 기반 부호에 대한 몇 가지 실험적 구현이 있었다. 첫 번째 시연은 핵자기공명 큐비트를 이용한 것이었다. 그 후 선형 광학, 갇힌 이온, 및 초전도(트랜스몬) 큐비트에 대한 시연이 이루어졌다.
2016년에는 처음으로 양자 오류 정정 부호를 사용하여 양자 비트의 수명을 연장했다. 오류 정정 시연은 초전도 공진기에 인코딩된 슈뢰딩거-고양이 상태에서 수행되었으며, 양자 정보 판독, 분석 및 감지된 오류 정정을 포함한 실시간 피드백 작업을 수행할 수 있는 양자 컨트롤러를 사용했다. 이 작업은 양자 오류 정정 시스템이 논리적 큐비트의 수명이 시스템의 기본 구성 요소(물리적 큐비트)의 수명을 초과하는 손익분기점에 어떻게 도달하는지 보여주었다.
광자 큐비트 방식의 주된 오류 원인인 광자 손실을 정정하기 위한 부호와 같은 다른 오류 정정 부호도 구현되었다.
2021년에는 위상수학적 양자 오류 정정 부호로 인코딩된 두 논리 큐비트 사이의 얽힘 게이트가 포획 이온 양자컴퓨터에서 10개의 이온을 사용하여 처음으로 구현되었다. 2021년에는 또한 트랩 이온 시스템의 단일 논리 큐비트에서 내결함성 베이컨-쇼어 부호의 첫 번째 실험적 시연이 있었다. 즉, 오류 정정을 추가하면 필요한 오버헤드로 인해 발생하는 것보다 더 많은 오류를 억제할 수 있다는 시연이 있었다. 오류 정정 및 내결함성 스테인 정정 부호를 구현한다.
2022년 인스브루크 대학교의 연구원들은 이온 트랩 양자 컴퓨터의 두 논리 큐비트에 내결함성 범용 게이트를 시연했다. 그들은 7큐비트 색상 부호의 두 인스턴스 사이에 논리적 2큐비트 제어 NOT 게이트를 수행하고 내결함성을 갖춘 논리적 마법 상태를 준비했다.
2023년 2월 구글 연구원들은 실험에서 큐비트 수를 늘려 양자 오류를 줄였다고 주장했으며, 거리 3 큐비트 배열과 거리 5 큐비트 배열에 대해 오류율 3.028%와 2.914%를 측정하는 내결함성 곡면 부호를 사용했다. 각각 배열한다.

## 인코딩 및 패리티 검사 없는 양자 오류 정정
또한 2022년에는 라호르 공과대학 연구에서 초전도체 양자 회로의 전략적으로 선택된 위치에 단일 큐비트 Z축 회전 게이트를 삽입하여 오류 제거를 시연했다. 이 방식은 응집성 잡음의 보강 간섭 하에서 빠르게 합산될 수 있는 오류를 효과적으로 정정하는 것으로 나타났다. 이는 결맞음 곡선의 편차(예: 급격한 하락 또는 노치)를 추적하여 일관성 오류를 감지하고 위치를 파악하는 회로 수준 교정 방식이지만 인코딩 또는 패리티 측정은 필요하지 않다. 그러나 불일치 잡음에 대한 이 방법의 효율성을 확립하려면 추가 조사가 필요하다.

## 같이 보기
- 오류 검출 정정

## 더 읽어보기
- Daniel Lidar and Todd Brun, 편집. (2013). 《Quantum Error Correction》. Cambridge University Press.
- La Guardia, Giuliano Gadioli, 편집. (2020). 《Quantum Error Correction: Symmetric, Asymmetric, Synchronizable, and Convolutional Codes》. Springer Nature.
- Frank Gaitan (2008). 《Quantum Error Correction and Fault Tolerant Quantum Computing》. Taylor & Francis.
- Freedman, Michael H.; Meyer, David A.; Luo, Feng (2002). 〈Z2-Systolic freedom and quantum codes〉. 《Mathematics of quantum computation》. Comput. Math. Ser. Boca Raton, FL: Chapman & Hall/CRC. 287–320쪽.
- Freedman, Michael H.; Meyer, David A. (1998). “Projective plane and planar quantum codes”. 《Found. Comput. Math.》 2001 (3): 325–332. arXiv:quant-ph/9810055. Bibcode:1998quant.ph.10055F.